# Олесниця (Малопольське воєводство)
Олесниця (пол. Oleśnica) — село в Польщі, у гміні Олесно Домбровського повіту Малопольського воєводства.
Населення — 752 особи (2011).
У 1975-1998 роках село належало до Тарновського воєводства.

## Демографія
Демографічна структура станом на 31 березня 2011 року:
|          | Загалом | Допрацездатний вік | Працездатний вік | Постпрацездатний вік |
| -------- | ------- | ------------------ | ---------------- | -------------------- |
| Чоловіки | 369     | 83                 | 253              | 33                   |
| Жінки    | 383     | 69                 | 240              | 74                   |
| Разом    | 752     | 152                | 493              | 107                  |